# Championnats d'Afrique d'aviron de plage sprint 2024
Navigation
Édition précédente
Les Championnats d'Afrique d'aviron de plage sprint 2024, deuxième édition des Championnats d'Afrique d'aviron de plage , ont lieu du 10 au 11 novembre 2024 à El-Alamein, en Égypte,.

## Podiums
Les médaillés dans cette compétition sont les suivants,,, :

### Seniors

#### Hommes
| Épreuves   | Or                 | Argent                     | Bronze                |
| ---------- | ------------------ | -------------------------- | --------------------- |
| Skiff CM1x | Hani Sbeitia (TUN) | Adham Hesham Mahgoub (EGY) | George du Plooy (RSA) |

#### Femmes
| Épreuves   | Or                  | Argent                  | Bronze              |
| ---------- | ------------------- | ----------------------- | ------------------- |
| Skiff CW1x | Khadija Krimi (TUN) | Maryam Abdellatif (EGY) | Violante Lama (RSA) |

#### Mixte
| Épreuves | Or                                                                                  | Argent                                                                                   | Bronze                                                                                           |
| -------- | ----------------------------------------------------------------------------------- | ---------------------------------------------------------------------------------------- | ------------------------------------------------------------------------------------------------ |
| CMix4x   | Tunisie Hani Sbeitia Sarra Zammali Mohamed Rayen Hafsa Khadija Krimi Selma Dhaouadi | Afrique du Sud Francis Hill Thabelo Masutha Tanna Diplock Murray Bales-Smith Lunike Mona | Algérie Fateh Aymen Abdenour Zouad Amira Sebbouh Chaïma Hellal Berrouane Lahlou Yacine Ben Salah |

### Moins de 23 ans

#### Hommes
| Épreuves | Or                        | Argent                        | Bronze               |
| -------- | ------------------------- | ----------------------------- | -------------------- |
| CBM1X    | Mohamed Rayen Hafsa (TUN) | Mohamed Chérif Boukhous (ALG) | Mohamed Bukrah (LBA) |

#### Femmes
| Épreuves | Or                  | Argent                             | Bronze                |
| -------- | ------------------- | ---------------------------------- | --------------------- |
| CBW1X    | Amina Zammeli (TUN) | Roba HossamElDin Mohamed Ali (EGY) | Sabria Boukhous (ALG) |

#### Mixte
| Épreuves | Or | Argent | Bronze        |
| -------- | --- | --- | ------------- |
| CBMix4x+ | Égypte Omar Sherif El-Komaty Ahmed Safwat Roba Hossam El-Din Mohamed Ali Yasmine Ayman Salah Hewidy Ziad Salama Abdel-Monem Morsy | Algérie Mohamed Chérif Boukhous Zakaria Gasmi Lala Sabria Boukhous Feriel Zitouni Lahlou Yacine Ben Salah | Non attribuée |

### Juniors

#### Hommes
| Épreuves    | Or                                  | Argent                     | Bronze                 |
| ----------- | ----------------------------------- | -------------------------- | ---------------------- |
| Skiff CJM1x | Ziad Salama Abde-lMonem Morsy (EGY) | Mohamed Yosri Hedhli (TUN) | Difallah Aïssani (ALG) |

#### Femmes
| Épreuves    | Or                | Argent                           | Bronze        |
| ----------- | ----------------- | -------------------------------- | ------------- |
| Skiff CJW1x | Yosr Hedhli (TUN) | Habiba Mohamed Mohsen Atta (EGY) | Non attribuée |

#### Mixte
| Épreuves | Or | Argent                                                                                | Bronze        |
| -------- | --- | ------------------------------------------------------------------------------------- | ------------- |
| CJMix4x+ | Égypte Salama Abdel-Monem Morsy Mariam Awadallah Ahmed Alatiq Mohamed Habiba Mohamed Mohsen Atta Yassin Sherif El-Komaty | Tunisie Iheb Laghouane Mohamed Yosri Hedhli Yoldes Othmani Yosr Hedhli Selma Dhaouadi | Non attribuée |